# 中央軍事委員會聯合作戰指揮中心
中央军事委员会联合作战指挥中心，简称军委联指，是中央军委在最高战略层次设置的联合作战指挥中心，直属于中央军事委员会。
作为中国人民解放军的最高作战指挥机构，中央军委联合作战指挥中心是常设机构，负责指挥全军的三军联合作战，各战区有各自的联合作战指挥中心，负责指挥战区内的三军联合作战。军委联指总指挥由中央军委主席兼任，中央军委委员都是军委联指成员。

## 简介
21世纪初，中央军委联合作战指挥中心成立后，隶属于中国人民解放军总参谋部，负责三军联合指挥，由中国人民解放军总参谋部作战部代管。21世纪初，曾经设有中国人民解放军总参谋部作战部联合作战指挥局，刘玉林曾任副局长。
自2013年“行动使命-2013”军事演习起，中共中央总书记、中央军委主席习近平曾经多次来到该指挥中心，审定演习方案。
据2014年9月号加拿大《汉和防务评论》月刊披露，中央军委联合作战指挥中心设在中国人民解放军总参谋部作战部（今中央军委联合参谋部作战局）西山指挥所，位于北京市海淀区厢红旗董四墓村西南的金山（又名大昭山）地下数百米深，可抵御核打击。
2015年11月中央军委改革工作会议上提出，“组建战区联合作战指挥机构，健全军委联合作战指挥机构”。
在深化国防和军队改革中，2016年1月其上级机关中国人民解放军总参谋部撤销，该中心改隶新组建的中央军事委员会联合参谋部。
2016年，在两个月内，中国人民解放军火箭军某所工程设计研究创新团队完成了中央军委联合作战指挥中心主要改造设计任务。2016年4月20日，中共中央总书记、国家主席、中央军委主席、军委联指总指挥习近平到完成改造的中央军委联合作战指挥中心视察。这次媒体报道是中央军委联合作战指挥中心内景首次曝光，也是“军委联指总指挥”这一头衔的首次披露。2017年11月3日，中共中央总书记、国家主席、中央军委主席、军委联指总指挥习近平带领军委一班人视察军委联合作战指挥中心。
随着军队改革进程的推进，军委联指不再隶属中央军委联合参谋部，直属于中央军事委员会。2022年9月21日，国防和军队改革研讨会在京召开，会议总结了这一轮国防和军队改革取得的重大成效和经验，部署了后续改革筹划工作。会上，何卫东陆军上将佩戴中央军委联合作战指挥中心臂章出席会议。

## 机构设置
- 测绘导航大队[13]
- 气象海洋大队[14]
- 战场态势大队
- 指挥保障大队[15]
- 综合信息服务大队[15]
- 网电对抗大队
- 通信保障大队[16]
- 频谱管控大队[17]
- 空域管理大队[18]
- 目标保障大队

……

## 历任领导
2016年深化国防和军队改革前，中央军委联合作战指挥中心曾设有主任、副主任。2016年改革后废除。
中央军委联指总指挥
1. 习近平（2016年－，中央军委主席兼）[7]

| 中央军委联合作战指挥中心主任 - 王克斌 大校（？—2009年） - 陈守民 大校（2009年5月—2011年11月） | 中央军委联合作战指挥中心副主任 - 刘兴仁（？—？） |

## 下辖战区联指

### 战区联合作战指挥中心
早在深化国防和军队改革前，中国人民解放军便已在战区层次设有联合作战指挥中心，例如东海联合作战指挥中心。2014年7月31日，中华人民共和国国防部新闻发言人耿雁生回应有关东海联合作战指挥中心已成立的新闻时，并未予以否认，他回答称：“中国军队在建立联合作战指挥体制方面进行了积极探索，将走出一条具有中国特色的联合作战指挥体系改革之路。”
在深化国防和军队改革中，2016年2月1日设立五个战区，并分别组建：
1. 中国人民解放军东部战区联合作战指挥中心
2. 中国人民解放军北部战区联合作战指挥中心
3. 中国人民解放军西部战区联合作战指挥中心
4. 中国人民解放军南部战区联合作战指挥中心
5. 中国人民解放军中部战区联合作战指挥中心